# Imanbek
Imanbek Maratūly Zeikenov, noto semplicemente come Imanbek (in kazako Иманбек Маратұлы Зейкенов?; Aksu, 21 ottobre 2000), è un disc jockey e produttore discografico kazako.
Nel 2020 è diventato famoso a livello mondiale grazie al remix di Roses del statunitense Saint Jhn, che gli ha fruttato il Grammy Award alla miglior composizione remixata, non classica, divenendo il primo artista kazako ad ottenere il prestigioso premio nella storia della cerimonia.

## Biografia
Nato ad Aksu, Kazakistan, Imanbek iniziò a suonare la chitarra all’età di 8 anni, per poi proseguire nel mixaggio all’età di 17 anni mentre lavorava in una stazione ferroviaria.
Verso la fine del 2019 pubblica un remix del brano Roses del rapper Saint Jhn, hit in grado di raggiungere le prime posizioni di molte classiche mondiali, tra cui il primato nel Regno Unito, in Australia ed in Nuova Zelanda, il secondo posto in Francia ed in Svizzera ed il terzo in Germania; in Italia raggiunse il quarto posto. Inoltre il brano conquistó il primo posto dei brani più "shazamati". Nel marzo 2020 approda alla Spinnin' Records rilasciando il brano Dope tramite Dharma Records. Nel maggio 2020 rilascia un remix della versione di Rasster del brano Sad! di XXXTentacion seguito dal remix di Valentino del rapper 24kGoldn. Il 23 ottobre 2020 pubblica il singolo Too Much in collaborazione con Usher e Marshmello, mentre il 31 dello stesso mese rilascia Kill Me Better, brano prodotto con Don Diablo e Trevor Daniel.
Nel 2021 pubblica vari altri singoli, collaborando con artisti come Sean Paul, Rita Ora, Sofia Reyes e Cher Lloyd.

## Discografia

### EP
- 2021 – Bang (con Rita Ora)

### Singoli
- 2019 – Take Me (con O' Neill)
- 2019 – Smoke It Up (con Stephanskiy)
- 2020 – I'm Just Feelin' (Du Du Du) (con Martin Jensen)
- 2020 – Dope
- 2020 – Hey Baby (con Afrojack feat. Gia Koka)
- 2020 – Blackout (con Tory Lanez)
- 2020 – Too Much (con Marshmello feat. Usher)
- 2020 – Kill Me Better (con Don Diablo feat. Trevor Daniel)
- 2020 – Goodbye (con i Goodboys)
- 2021 – Mood (con Rita Ora feat. Khea)
- 2021 – Big (con Rita Ora e David Guetta feat. Gunna)
- 2021 – Dancing on Dangerous (con Sean Paul e Sofía Reyes)
- 2021 – Leck (con Morgenštern e Fetty Wap feat. KDDK)
- 2021 – Baddest (con Cher Lloyd)
- 2021 – Sweet Dreams (con Alan Walker)
- 2021 – Bam (con KDDK e Ya Rick)
- 2021 – Fighter (con LP)
- 2021 – 123 (Dolly Song) (con Rompasso feat. Karma Child)
- 2021 – Runaway (con gli Hollywood Undead)
- 2021 – Go Crazy (con Lil Xan e KDDK)
- 2022 – Ordinary Life (con Wiz Khalifa, KDDK e Kiddo)
- 2022 – Belly Dancer (con Byor)
- 2022 – Baby Shock (con OhGeesy e Tommy Cash feat. Lost Capital)
- 2022 – Married to Your Melody (con Salem Ilese)
- 2022 – Loca
- 2022 – Ocean of Tears (con DVBBS)
- 2022 – Gone (Da Da Da) (con Jay Sean)
- 2023 – El viento (con Lit Killah)
- 2023 – In the Morning (con Trevor Daniel)
- 2023 – Sunglasses (con Baby B3ns)
- 2023 – Pour Some Sugar on Me (con i Def Leppard)
- 2023 – Silly Billy (con gli Smack)
- 2023 – No Sleep
- 2023 – One Last Dance (con Ali Gatie)
- 2023 – All Eyez on Me (Rework)
- 2023 – Ice (con Aarne e NLE Choppa)
- 2024 – Give It to 'Em (con KDDK, Busta Rhymes e Spliff Star)
- 2024 – I Can Give You My Life (con Bacanov)
- 2024 – Summer Vibes
- 2024 – Al chile (con Sangre x Sangre e Snow Tha Product)
- 2024 – Heal My Heart (con YouNotUs)
- 2024 – Black & Gold (con DJ Soda)
- 2024 – Ella quiere techno (con Taichu)
- 2024 – Built Different (con Rick Ross e KDDK)
- 2025 – Galáctico (con Mariah Angeliq)
- 2025 – Alga Kazakhstan
- 2025 – Toque de queda (con Rompasso, Brray e Peipper)
- 2025 – Limits
- 2025 – Rumors (con Bia)

### Remix
- 2019 – Parah Dice – Hot (Imanbek Remix)
- 2019 – Filv ed Edmofo feat. Emma Peters – Clandestina (Imanbek Remix)
- 2019 – DJ DimixeR feat. Murana – Romantic Dance (Imanbek Remix)
- 2019 – Saint Jhn – Roses (Imanbek Remix)
- 2020 – Rasster – Sad! (Imanbek XXX Remix)
- 2020 – 24kGoldn – Valentino (Imanbek Remix)
- 2021 – Dua Lipa – Love Again (Imanbek Remix)

## Riconoscimenti
- MTV Europe Music Awards
  - 2021 – Candidatura al Miglior artista di MTV Russia[4]

- UK Music Video Awards
  - 2021 – Candidatura al Miglior video dance/elettronico britannico per Goodbye[5]